# 쇄국정책

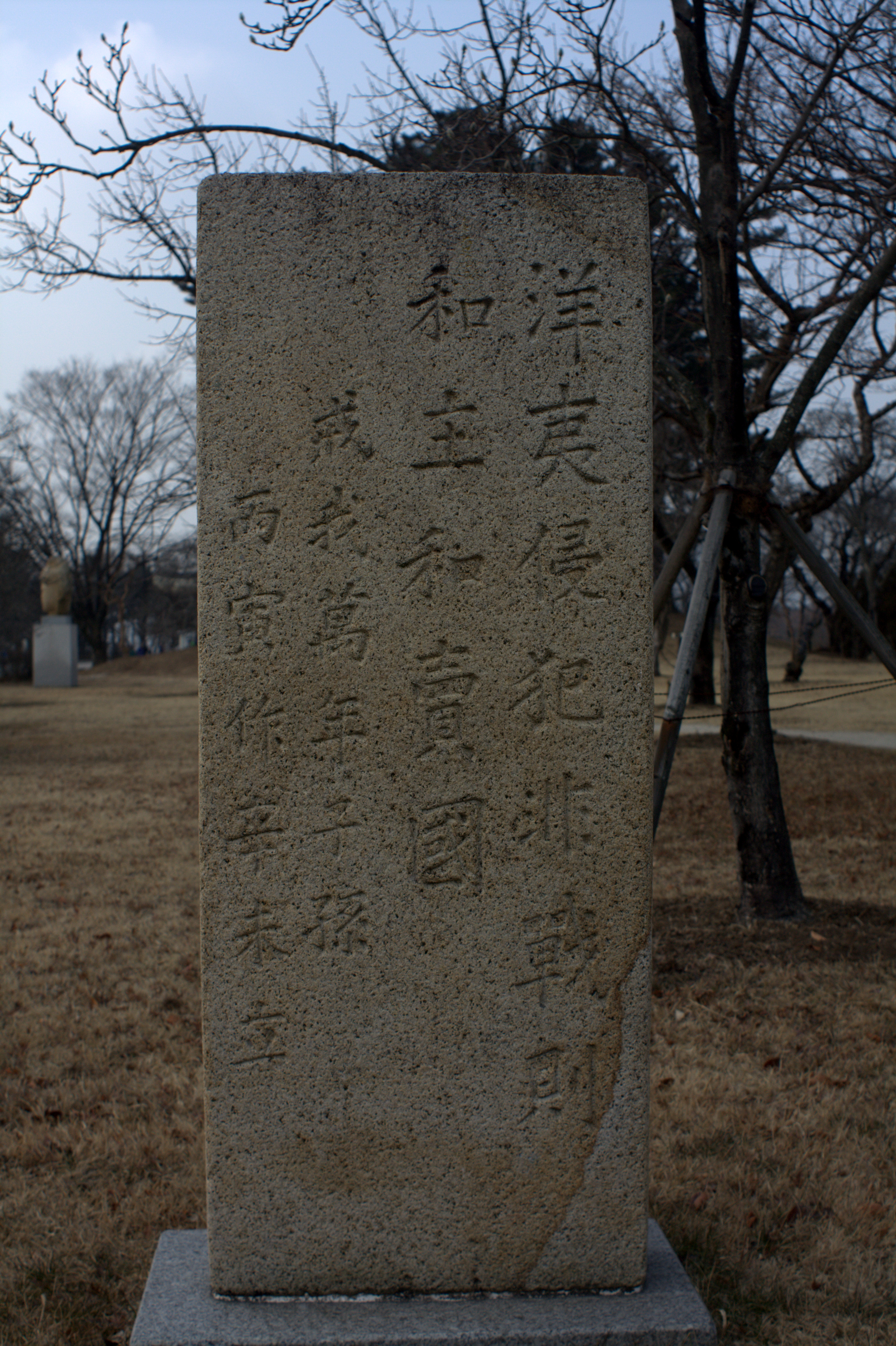
경주박물관 척화비

쇄국정책(鎖國政策)의 말 뜻은 외국의 것을 받아들이지 않는 정책을 말하며, 정치·외교·통상에서는 이윤의 확보나 자기 방위 및 국제적 고립 상태의 유지가 불가피할 때 외국인의 입국이나 무역을 통제하는 정책을 일컫는다. 

## 조선
조선 왕조는 1636년 병자호란 이래로 수세기 동안 대체로 사대교린이라는 테두리 안에서 이 쇄국정책을 고수하여 왔다. 1863년 흥선대원군이 집권하면서 국정 전반에 걸쳐 과감한 개혁을 단행하였으나, 외교적인 면에서는 청나라를 제하고는 척양척왜를 주장하여 쇄국정책을 계속 유지하였다. 특히 천주교의 유입을 단호히 배격하여 1866년 병인양요와 1871년 신미양요까지 두 차례에 걸친 양요가 일어나기도 했으며, 이러한 양요와 열강의 문호 개방에 대한 요구가 맞물리자 전국에 척화비(1871년)를 세워 적극적인 쇄국정책으로 나서기 시작했다.
이러한 흥선대원군의 강한 자세로 구미 열강은 통상 시도를 포기할 수밖에 없었다. 당시 한반도를 위요한 국제 정세는 문호 개방의 필요성과 열강으로부터의 국권 수호라는 상호 모순된 상황에 있었다. 이러한 모순은 1875년(고종 12년)의 운요호 사건으로 폭발하게 되었으며, 그 결과 타의로 문호 개방의 길에 들어서게 됐다.
쇄국정책으로 일관하던 조선 정부는 1876년 '병자수호조약(丙子修護條約)'을 체결하면서 쇄국의 빗장을 풀었으며, 1882년 '조미수호통상조약(朝美修好通商條約)'으로 외국인에게 자유를 보장하고, 1882'조청상민수륙무역장정으로 해금을 풀었다. 1886년에 비준된 '조불수호통상조약(朝佛修好通商條約)'으로 프랑스 선교사들이 전교의 특권을 누리기 시작하였다.

## 중국
명나라 조정은 1567년(융경 원년)까지, 거의 200년간 쇄국정책(海禁, 하이진)을 실시하였다. 이 해에 복건 순무 도택민이 하이진을 풀어 줄 것을 청하여, "배를 유인하는"(船引) 제도의 실시를 허락받았다. 그러나, 명 조정은 단지 복건 장주의 월항 한 곳만을 교역항으로 개방했을 뿐이었다.
청나라 초기, 정성공의 정씨 왕국등 청에 저항하는 세력이 외국 상인과 제휴할 것을 염려하여, 한층 해외 교역을 제한하는 쇄국정책(海禁, 하이진)이 강화되었다. 17세기 종반이 되면 삼번의 난의 평정(강희20년 1681년), 정씨 왕국의 귀순(강희 22년 1683년) 등 국내의 안정화에 따라, 1684년 (강희 23년), 청나라 조정은 쇄국정책을 해제하고 정식으로 바다를 열어 해관(세관)의 설치 등의 조치를 행함에 더하여, 외국과의 무역을 윤허하였다. 당초에는 마카오 등 4개의 항구가 외국과의 무역을 행하는 장소로 지정되었다. 일본 · 캄보디아를 시작으로 프랑스 · 네덜란드 등의 "무역"을 행하는 여러 나라는 종래의 조공국과는 달리, 중상(中商, 중국 상인)과 이상(夷商, 외국 상인)이 항구를 통하여 교역을 행하는 관계였다.

## 일본
일본에서 일반적으로 말하는 '쇄국(鎖国)'은 1639년 포르투갈 선박 입항 금지부터 1854년 미일 화친 조약 체결까지의 시기를 가리키며, 이는 메이지 유신 이후 만들어진 담론적 용어이다. 실제로는 일본이 외국과 완전히 단절된 것이 아니라, 국가 주도의 제한적이고 관리된 무역 체계를 유지하고 있었다. ‘쇄국’이라는 단어는 난학자 시즈키 타다오가 1801년에 사용한 신조어로, 널리 퍼진 것은 메이지 시대 이후였다.
기독교는 16세기 중엽 포르투갈을 통해 일본에 유입되었고, 규슈를 중심으로 퍼졌다. 그러나 도요토미 히데요시와 에도 막부는 점차 기독교를 위협으로 인식해 금지령을 내렸으며, 1637년 시마바라의 난 이후 포르투갈 선교사를 추방했다. 개신교 국가인 네덜란드는 포교 없이 무역만을 추진해 일본과의 관계를 유지했고, 이는 네덜란드가 유럽 세력 중 유일하게 데지마를 통해 제한적 무역을 허용받는 배경이 되었다.
에도 막부는 17세기 초부터 점진적으로 외국과의 무역을 제한해갔고, 1630~1640년대에 여러 차례 쇄국령을 통해 포르투갈, 스페인, 영국과의 교류를 차단했다. 그러나 완전한 고립이 아닌 네덜란드, 청나라, 류큐, 조선, 아이누와는 관리된 통로를 통해 교류를 지속했다. 이를 ‘사구(四口)’ 체제라 하며, 나가사키·쓰시마·사쓰마·에조를 통해 무역과 외교가 이루어졌다.

## 참고 문헌
- 카고타니 나오토(籠谷直人)/와키무라 코헤이(脇村孝平) (2009). 《제국과 아시아 · 네트워크 장기의 19세기(帝国とアジア・ネットワーク 長期の19世紀)》 (일본어). 세계사상사. ISBN 9784790714316.
- 이와이 시게키(岩井茂樹). “제국과 무역 16-18세기 동아시아 교류(帝国と互市 16-18世紀東アジア通交)”.

## 같이 보기
- 고립주의
- 보호무역
- 갈라파고스화